# XVII. dinasztia
A XVII. dinasztia az ókori Egyiptom második átmeneti korszakának utolsó dinasztiája. Egyiptom hükszósz megszállása idején uralkodtak, körülbelül i. e. 1580–1550 között, egyidőben a hükszósz XV. dinasztiával. Hatalmuk csak a déli országrészre (Felső-Egyiptom) terjedt ki, székhelyük Théba volt, ahol a XVI. dinasztiát követték a hatalomban. Uralkodásuk alatt kezdődött meg a hükszószok kiűzése Alsó-Egyiptomból és az ország újraegyesítése.
Kilenc uralkodót sorolunk ehhez a dinasztiához, róluk többet tudni, mint az előző, a XVI. dinasztiáról, de családi kapcsolataik még így is nagyrészt feltérképezetlenek. A XVII. dinasztia közvetlen folytatása a XVIII. dinasztia, az újbirodalom első uralkodóháza.

## Az uralkodóház
A dinasztiához sorolt első fáraó Rahotep. Nem tudni, az őt követő I. Szobekemszaf a fia volt-e, azt viszont tudni, hogy V. Antef és VI. Antef Szobekemszaf fiai. VI. Antef feleségét, Szobekemszaf királynét (ebben az időben gyakran előfordult, hogy nők férfinevet kaptak) egy király testvéreként említik, így VII. Antef, II. Szobekemszaf vagy Szenahtenré Jahmesz, esetleg közülük ketten vagy mindhárman az ő testvérei lehettek.
Szenahtenré fáraótól kezdve többet tudunk a királyi családról. Fia, Szekenenré Ta-aa kezdte meg a hükszószok kiűzését Egyiptomból, és ő maga is elesett a harcok alatt, a háborút Kamosze és I. Jahmesz folytatták. Kamosze, a dinasztia utolsó fáraója Szekenenré idősebbik fia, egy más feltételezés szerint öccse volt. Jahmeszt, Szekenenré fiát már új dinasztiához számítjuk, és vele megkezdődik az újbirodalom.

## Uralkodók
A dinasztia ismert uralkodói:
| Név              | Uralkodói név        | Megjegyzések                                                                         |
| ---------------- | -------------------- | ------------------------------------------------------------------------------------ |
| Rahotep          | Szehemré-uahhau      | uralkodott i. e. 1585 körül                                                          |
| I. Szobekemszaf  | Szehemré-uadzshau    | 7 évig uralkodott; felesége Nubemhat                                                 |
| II. Szobekemszaf | Szehemré-sedtaui     | felesége Nubhaesz; sírját IX. Ramszesz idején kirabolták                             |
| V. Antef         | Szehemré-wepmaat     | valószínűleg Dirá Abu l-Nagában temették el                                          |
| VI. Antef        | Nubheperré           | Dirá Abu l-Nagában temették el; felesége Szobekemszaf                                |
| VII. Antef       | Szehemré-heruhermaat | felesége Haanhesz                                                                    |
| Jahmesz          | Szenahtenré          | egy évig uralkodott; felesége Tetiseri                                               |
| Ta-aa            | Szekenenré           | i. e. 1560 körül uralkodott, elesett a hükszoszok elleni harcban; főfelesége Ahhotep |
| Kamosze          | Uadzsheperré         | uralkodott: i. e. 1555 és 1550 között                                                |

A Nebmaatré nevű király talán szintén ehhez a dinasztiához sorolható.

## Külső hivatkozások
- Kings of the Second Intermediate Period: University College London